# الخيمياء والكيمياء في عصر الحضارة الإسلامية
يقول الخوارزمي في كتابه مفاتيح العلوم:
| الخيمياء والكيمياء في عصر الحضارة الإسلامية | اسم هذه الصناعة، الكيمياء، وهو عربي، واشتقاقه من، كمى يكمي، إذا ستر وأخفى، ويقال، كمى الشهادة يكميها، إذا كتمها. | الخيمياء والكيمياء في عصر الحضارة الإسلامية |

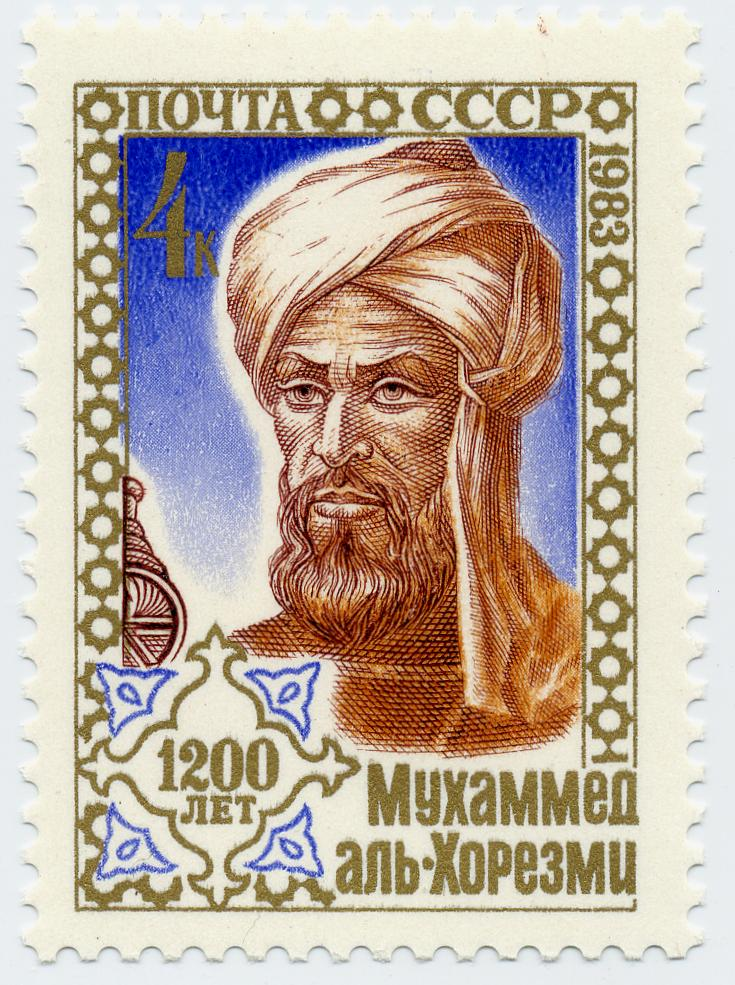
أبو عبد الله محمد بن موسى الخوارزمي.

وتدل هذه التسمية على دراسة كل من الخيمياء (الكيمياء القديمة) والكيمياء العملية الحديثة من قبل العلماء المسلمين والعالم الإسلامي خلال القرون الوسطى. وكلمة خيمياء (بالإنجليزية: Alchemy) نفسها مستمدة من الكلمة العربية «الكيمياء».
بعد سقوط الإمبراطورية الرومانية، انتقل وتركز التطوير الكيميائي في الإمبراطورية العربية والحضارة الإسلامية. إن الكثير مما هو معروف عن الخيمياء الإسلامية مصدره في الحقيقة من الكتابات المنحدرة عبر السنين والمحفوظة كترجمات عربية.
كثيرًا ما تداخلت دراسة الخيمياء والكيمياء في العهود الأولى من عمر العالم الإسلامي، ولكن ظهرت في وقت لاحق نزاعات بين الخيميائيين التقليديين والكيميائيين العمليين الذين رفضوا تصديق الخيمياء. يعتبر الكيميائيون والخيميائيون المسلمون هم أول من استخدم المنهج العلمي التجريبي (كما يمارس في الكيمياء الحديثة)، في حين وضع الخيميائيين المسلمين نظريات عن تحويل الفلزات، وحجر الفلاسفة، والتكوين (حياة اصطناعية للحياة في المختبر) كما هو الحال بالنسبة للخيمياء في القرون الوسطى في أوروبا، على الرغم من أن هذه النظريات الخيميائية رُفضت من قبل الكيميائيين المسلمين العمليين في القرن التاسع وما بعده.
وقد عرف المسلمون أعمال الخيميائيين المكتوبة باليونانية، وكانت في الغالب تعنى بالمعادن ولاسيما محاولة إنتاج الذهب من فلزات خسيسة، أو بفكرة إطالة العمر والمحافظة على الشباب. خلال القرن الثامن الميلادي برزت شخصية جابر بن حيان (حوالي سنة 815 م) والذي يُعد أعظم الخيميائيين العرب وينسب إليه نحو خمسمائة كتاب يتناول الكثير منها الموضوعين المذكورين (إنتاج الذهب وإطالة العمر)، برز بعد جابر بن حيان الطبيب المشهور أبو بكر محمد بن زكريا الرازي ذو المقدرة العقلية الفائقة، والذي تحول من الخيمياء النظرية إلى الكيمياء العملية كما يتجلى في كتابه «الأسرار» الذي كشف فيه عن إنكاره لمحاولات إنتاج الذهب والفضة أو إطالة العمر، أما أشهر المؤلفات الكيميائية بعد ذلك هي تلك المنسوبة للعالم الأندلسي مسلمة بن أحمد المجريطي (حوالي سنة 1008 م)، ثم كتاب أيدمر الجلدكي المصري (قرابة سنة 1342 م)، وظلت كل هذه الكتب المرجع الأساسي للأوروبيين حتى وقت قريب من العصر الحديث.
شرح الرازي في كتابه «الأسرار» ما كان يستعمله في معمله من مواد وأجهزة وآلات انتقل الكثير منها في الترجمات الأوروبية بأسمائها العربية، شملت العمليات التي أجراها الرازي: التقطير والتكليس والتذويب والتبخير والبلورة والتصعيد والترشيح والتشميع. أما فيما يتعلق بالكيمياء الصناعية فيتبين أن العرب قد سبقوا الأوروبيين بقرون في تقطير الكحول واستخلاص مختلف أنواع الزيوت وصناعات العطور واستخراج النفط وتكريره (قبل أن يحظى بأهميته العالمية) وتحضير الحوامض والقلويات.

## المساهمات في الخيمياء
ساهم الكيميائيون المسلمون مثل جابر بن حيان والرازي في الاكتشافات الكيميائية الأساسية بما في ذلك:
- أدوات التقطير، مثل الإنبيق، والمقطرة، والمعوجة، التي كانت قادرة تمامًا على تنقية المواد الكيميائية.
- كلمات إكسير، والإنبيق والكحول هي كلمات عربية أصيلة.
- حمض الهيدروكلوريك، وحمض الكبريت، وحمض النيتريك وحمض الخل.
- الصودا والبوتاس.
- الماء المقطر والكحول المقطر المنقى.
- العطارة.
- الكثير من المواد الكيميائية والأجهزة.
- الأسماء العربية لبعض المواد الكيميائية: النطرون والقلي، والتي تحولت إلى اللاتينية إلى "Natrium" و"Kalium" على التوالي، وأتت رموز العناصر الكيمياوية الحديثة للصوديوم "Na" وللبوتاسيوم "K" من الحروف الأولى لهذه الأسماء.
- اكتشاف الماء الملكي (باللاتينية: aqua regia)، وهو مزيج من حموض النيتريك والهيدروكلوريك، الذي يمكنه أن يحل المعادن الثمينة كالذهب، وكان مصدر إلهام وخيال الخيميائيين للألفية المقبلة.

قدم الفلاسفة المسلمون أيضًا إسهامات كبيرة للخيمياء، أكثرهم تأثيرًا في هذا الصدد هو جابر بن حيان الذي حلل عناصر أرسطو (النار، الهواء، الماء، الأرض) من حيث الصفات الأساسية الأربعة: الحرارة، والبرودة، والجفاف، والرطوبة.
ووفقًا لابن حيان، فإن اثنتين من هذه الصفات موجودة في كل المعادن، على سبيل المثال الرصاص بارد جدًا وجاف في حين أن الذهب ساخن ورطب. وهكذا وضع جابر نظرية تفيد بأنه من الممكن إنتاج معادن أخرى عن طريق إعادة ترتيب خواص معدن واحد.
بموجب هذا المنطق، بدأ البحث عن حجر الفلاسفة في الخيمياء الغربية. كما طوّر جابر علم الأعداد وبموجبها فإن جذر الكلمة لإسم المادة في العربية عندما يعامل مع مختلف التحولات يبقى موافقًا للخواص الفيزيائية للعنصر.
وضع جابر بن حيان أيضًا نظام العناصر المستخدم في خيمياء القرون الوسطى. يتألف نظامه الأصلي من سبعة عناصر تشمل العناصر التقليدية الخمسة (الأثير، والهواء، والأرض، والنار، والماء) بالإضافة إلى اثنين من العناصر الكيميائية التي تمثل المعادن وهما: الكبريت (الحجر الذي يحترق أو الذي يصف مبدأ الاحتراق) والزئبق (الذي يتضمن المبدأ المثالي للخواص المعدنية). تطور هذا النظام بعد ذلك بوقت قصير ليشمل ثمانية عناصر مع الاحتفاظ بالمفهوم العربي للمبادئ المعدنية الثلاث: الكبريت يعطي القابلية للاشتعال أو الاحتراق، الزئبق يعطي التقلب والاستقرار، والملح[ ؟ ] يعطي الصلابة.

## بدايات الكيمياء

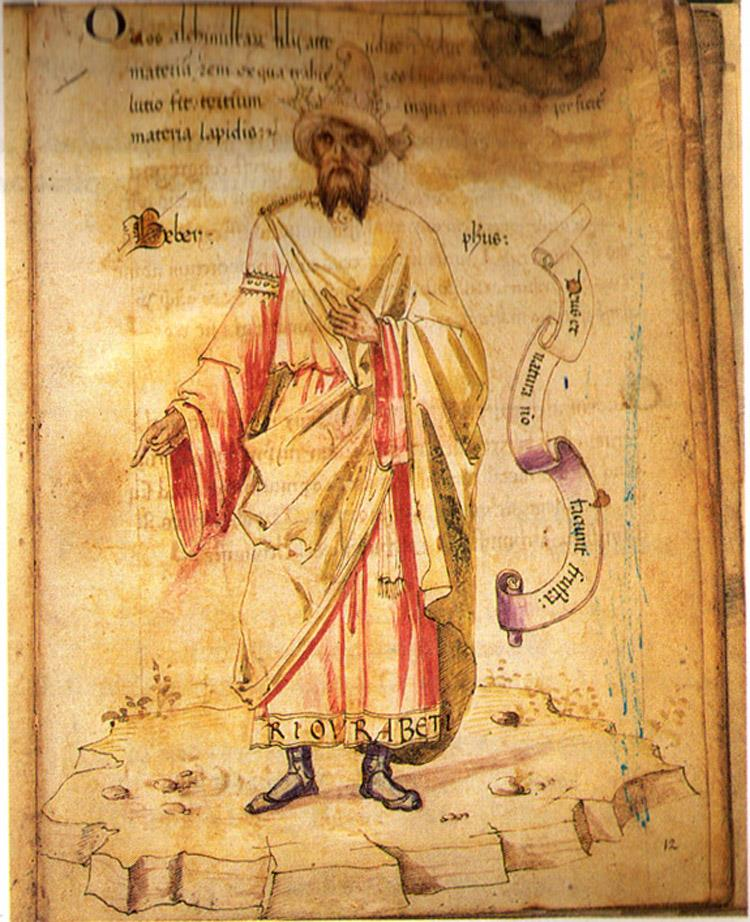
جابر بن حيان الذي يُعتبر أبو الكيمياء، والذي قدم الطريقة العملية، واخترع الإنبيق، المقطرة، والمعوجة، والعديد من العمليات الكيميائية، مثل التقطير النقي، والترشيح، والعديد من المواد الكيميائية مثل الكحوليات المقطرة. وهو أيضًا من أسس لصناعة العطارة.

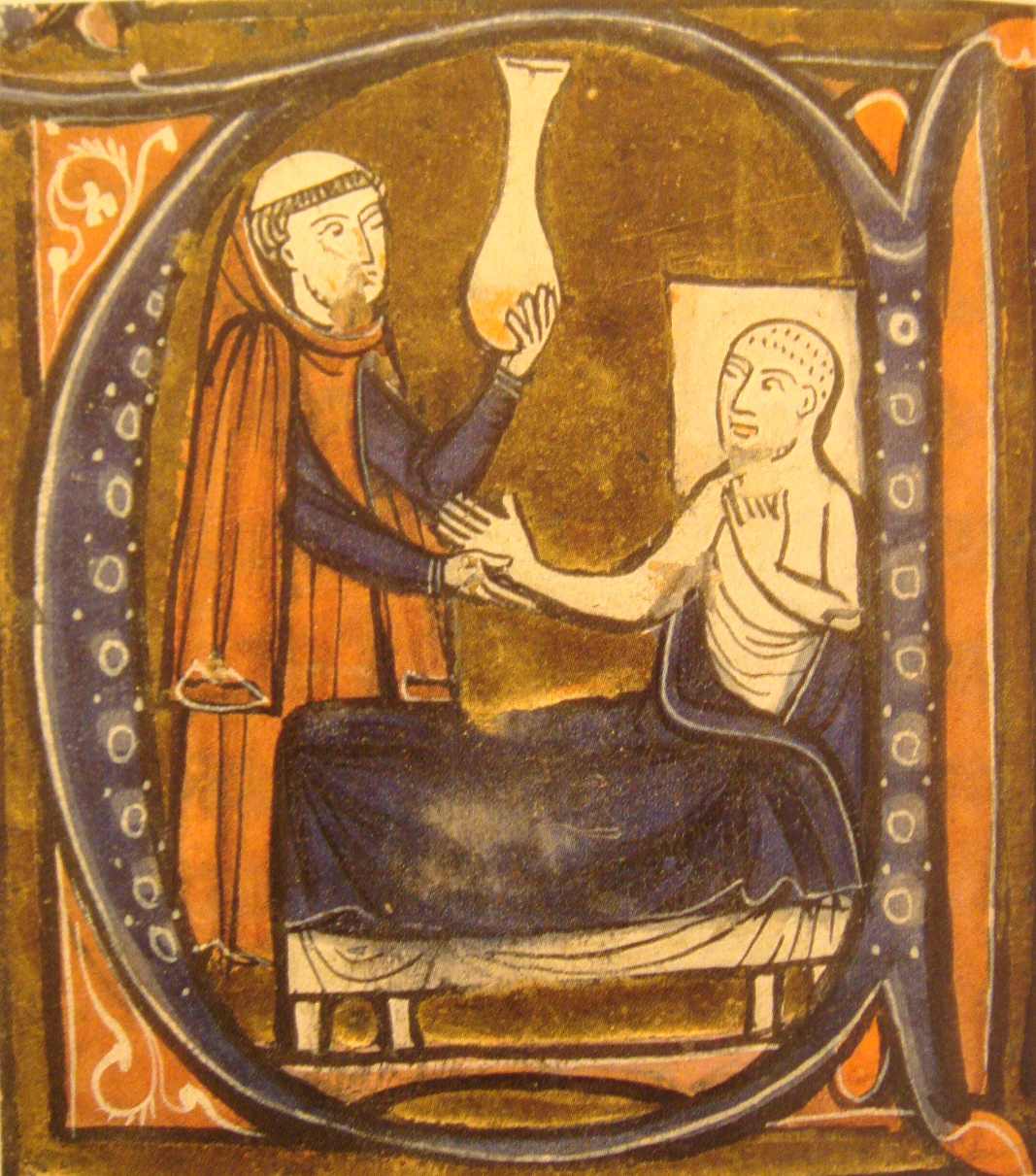
عزل محمد بن زكريا الرازي العديد من المواد الكيميائية، وأنتج العديد من الأدوية، ووصف العديد من الأجهزة المخبرية.

وبدأت المناهج العلمية التجريبية في الكيمياء تظهر بين الكيميائيين المسلمين في وقت مبكر. ففي القرن التاسع، فقد برز جابر بن حيان كأول وأكثر العلماء تأثيرًا ونظر إليه العديد من الناس باعتباره أبو الكيمياء، إذ قدم ما يلي:
- المنهج العلمي التجريبي؛ والأجهزة مثل الإنبيق، والمقطرة، والمعوجة، والعمليات الكيميائية مثل التسييل، والتنقية، والأكسدة والتبخر.[11]
- البلورة.[8]
- عملية التصفية والترشيح.[12]
- التقطير للحصول على المواد النقية[12](التقطير غير النقي كان معروفًا عند البابليين واليونانيين والمصريين منذ العصور القديمة، لكن ابن حيان كان أول من أدخل جهاز التقطير والتقنيات القادرة على تنقية المواد الكيميائية تمامًا).
- تقطير وإنتاج العديد من المواد الكيميائية.

وعرًّف ابن حيان التجربة وأعلن عن أهميتها بوضوح قائلًا: «الشيء الأساسي الأول في الكيمياء أنه ينبغي عليك أن تتبع المنهج العملي وتجري التجارب العملية، لأن الذي لا يجري التجارب لا يمكن أن يبلغ أقل درجة من الإتقان». واعترف مؤرخ الكيمياء إريك جون هولميارد بفضل جابر بن حيان في تطوير الخيمياء إلى العلوم التجريبية وكتب أن أهمية ابن حيان لتاريخ الكيمياء تساوي أهمية روبيرت بويل وأنطوان لافوازييه. ولخص المؤرخ بول كراوس الذي درس معظم أعمال ابن حيان الباقية باللغة العربية واللاتينية، وأهمية جابر بن حيان لتاريخ الكيمياء من خلال مقارنة أعماله التجريبية ومنهجيته في الكيمياء مع أعمال الخيميائيين الإغريق القدماء المبهمة والمجازية فقال:
إن دراسة الخيميائيين اليونانيين ليست مشجعة للغاية. بل إن فحص النصوص اليونانية يبين أن جزءًا صغيرًا جدًا فقط نظم وفقًا للتجارب المخبرية الصحيحة: حتى الكتابات التقنية المفترضة فإنها مبهمة وبلا معنى وبدون تفسير. 
أما معلم ابن حيان، جعفر الصادق فقد فنّد نظرية أرسطو للعناصر التقليدية واكتشف أن كل واحد من العناصر يتكون من عناصر كيميائية مختلفة فقال:
ووضع جعفر الصادق نظرية الجسيمات، التي وصفها على النحو التالي:
كما كتب الصادق أيضًا نظرية حول عتامة وشفافية المواد. وذكر أن المواد الصلبة والماصة تكون عاتمة، والمواد الصلبة والطاردة للماء تكون شفافة نوعًا ما. وذكر أيضًا أن المواد العاتمة تمتص الحرارة.
أما الكندي الذي كان كيميائيًا معارضًا للخيمياء، فكان أول من دحض دراسة الخيمياء التقليدية ونظرية تحويل الفلزات إلى أكثر المعادن النفيسة مثل الذهب أو الفضة. ومثله كل من أبو الريحان البيروني، وابن سينا، وابن خلدون، الذين عارضوا الخيمياء ودحضوا نظرية تحويل المعادن.
اشتهر أيضًا كيميائي مسلم آخر حظي بتأثير كبير وهو الرازي. ففي تقريره «شكوك حول جالينوس»، كان الرازي أول من أثبت خطأ نظرية أرسطو للعناصر التقليدية ونظرية جالينوس للأخلاط على حد سواء باستخدام طريقة تجريبية. فأجرى تجربة كان من شأنها قلب هذه النظريات عن طريق إضافة سائل بدرجات حرارة مختلفة إلى جسم ما، مما يؤدي إلى زيادة أو نقصان درجة حرارة الجسم، بحيث تشبه درجة حرارة ذلك السائل الخاص. لاحظ الرازي بصفة خاصة أن الشراب الحار يسخن الجسم إلى درجة أعلى بكثير من درجة حرارته الطبيعية، ومن ثم فإن الشراب من شأنه أن يثير رد فعل في الجسم، وليس فقط نقل حرارته أو برودته الخاصة إليه. واقترح الرازي كذلك في تجاربه الكيميائية صفات أخرى للمادة، مثل «الزيتية «و»الكبريتية»، أو «الاشتعالية «و»الملوحة»، التي لم تكن تفسر بسهولة في تقسيمات العناصر التقليدية النار، الماء، الأرض، والهواء. وكان الرازي أيضا أول من قد ابتكر واخترع العديد من العمليات الكيميائية مثل:
- تقطير النفط.
- اختراع الكيروسين ومصابيح الكيروسين.
- اخترع الصابون ووصفات الصابون الحديثة.
- إنتاج المطهرات.
- ابتكار العديد من العمليات الكيميائية مثل التسامي.

وفي القرن الثالث عشر؛ أعلن ناصر الدين الطوسي عن النسخة الأولى من قانون حفظ الكتلة، مشيرًا إلى أن جسم المادة قادر على التغير، ولكنه لا يمكن أن يتلاشى.
وفي القرن الثاني عشر، أصبحت كتابات جابر بن حيان، والرازي، وابن سينا معروفة على نطاق واسع في أوروبا من خلال الترجمة العربية – اللاتينية، وفي وقت لاحق عن طريق الكتابات اللاتينية لجابر الزائف، وهو خيميائي مجهول ولد في القرن الرابع عشر في إسبانيا، وترجم الكثير من كتب ابن حيان إلى اللاتينية، وكتب بعضًا من كتبه تحت اسم مستعار هو جابر بن حيان.

## الإرث
اعتبر ألكسندر فون هومبولت أن الكيميائيين المسلمين هم مؤسسي الكيمياء. وكتب ويل ديورانت في كتابه «قصة الحضارة المجلد الرابع: عصر الإيمان» يقول:
وكتب فيلدينغ غاريسون في «تاريخ الطب»:
وكتب روبرت بريفولت في كتاب «صنع الإنسانية»:
كتب جورج سارتون، أبو تاريخ العلم، في «مقدمة إلى تاريخ العلوم» يقول:

## العمليات الكيميائية
اخترع جابر بن حيان العمليات الكيميائية التالية في القرن الثامن:
- التقطير الخالص الذي يسمح بالحصول على تنقية كاملة للمواد الكيميائية باستخدام الإنبيق.
- الترشيح.[12]
- التبلور،[8] التمييع، التنقية، الأكسدة، والتبخير.[11]

اخترع الرازي العمليات الكيميائية التالية في القرن التاسع:
- التقطير الجاف.
- التكليس (التشوية).[26][27]
- الإذابة (التحليل)، التصعد، التلغيم[ ؟ ]، التشميع، وطريقة تحويل المادة إلى عجينة ثخينة أو مادة صلبة منصهرة.[26]

كما طور علماء مسلمون آخرون عدة عمليات كيميائية تشمل:
- التحميص، الهضم، التشميع، الغسيل، الإذابة، المزج، والتثبيت.[28]
- التقطير الإتلافي للنفط للحصول على القار.[21]
- تنقية المياه.[29]

واخترع ابن سينا تقطير البخار في بدايات القرن الحادي عشر لهدف إنتاج الزيوت العطرية.

## الأجهزة المخبرية

### جهاز التقطير

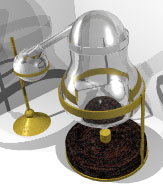
عملية تقطير باستخدام الإنبيق.

اخترع جابر بن حيان الإنبيق، كما اخترع المقطرة والمعوجة كجزء من الإنبيق. وتم إدخال المعوجة إلى الغرب في عام 1570. في القرن الحادي عشر، اخترع ابن سينا ملف التبريد، الذي يكثف الأبخرة العطرية. وكان هذا الملف سابقة في تقنية التقطير، واستخدمه في عملية تقطير البخار، الأمر الذي يتطلب أنابيب مبردة، لإنتاج الزيوت العطرية.

### أجهزة كيميائية أخرى
اخترع الكيميائيون والمهندسون المسلمون القرع والأثل، والمعدات اللازمة لصهر المعادن مثل الأفران والبوتقات.
وفي كتابه سر الأسرار، وصف الرازي الأدوات التالية التي اخترعها هو وأسلافه (خالد، وابن حيان، والكندي) والمستخدمة في صهر المواد: الكور (الموقد)، المنفاخ أو الكير، البوتقة، أداة الصب، الملقط أو الماسك، المقص أو المقطع، المطرقة أو المكسر، والمبرد[ ؟ ].
كما وصف الرازي الأدوات التالية أيضًا لتحضير الأدوية أو لتدبير العقاقير: القرع والمقطرة مع أنبوب تفريغ (قرع مع إنبيق ذو خاتم)، حوجلة للتجميع (قابلة)، والمقطرة العمياء بدون أنبوب التفريغ (الإنبيق الأعمى)، الأثل، الكأس أو القدح[ ؟ ]، القارورة، قارورة ماء الورد (ماوردية)، المرجل أو طِنجير، القدر أو الطِنجير، حمام مائي أو رملي (القدر)، فرن أو تنور، مستوقد (وهو فرن إسطواني لتسخين الأثل)، قمع، منخل، مرشح[ ؟ ]
ومن هذه القائمة، طور جابر بن حيان أكثر من 20 من هذه الأجهزة الكيميائية.

### الأجهزة الفيزيائية
اخترع أبو الريحان البيروني المقياس المخروطي، ليحسب النسبة بين وزن المادة في الهواء ووزن الماء المزاح، ولكي يقيس بدقة الوزن النوعي للأحجار الكريمة والمعادن الثمينة أيضًا، وهي قريبة جدًا من القياسات الحديثة.
كما اخترع البيروني القارورة المخبرية ومقياس الكثافة في أوائل القرن الحادي عشر. واخترع الخازني الميزان المائي، والميزان القبان في أوائل القرن الثاني عشر. إن أول وصف لهذه الأدوات قد ذكر في كتاب الخازني «ميزان الحكمة» سنة 1121.
أما ابن سينا المعاصر للبيروني فكان أول من وظف المحرار الهوائي في تجاربه. وابن الهيثم المعاصر الآخر للبيروني فقد وصف بوضوح وبتحليل صحيح حجرة التصوير وآلة التصوير ذات الثقب.

## المواد الكيميائية

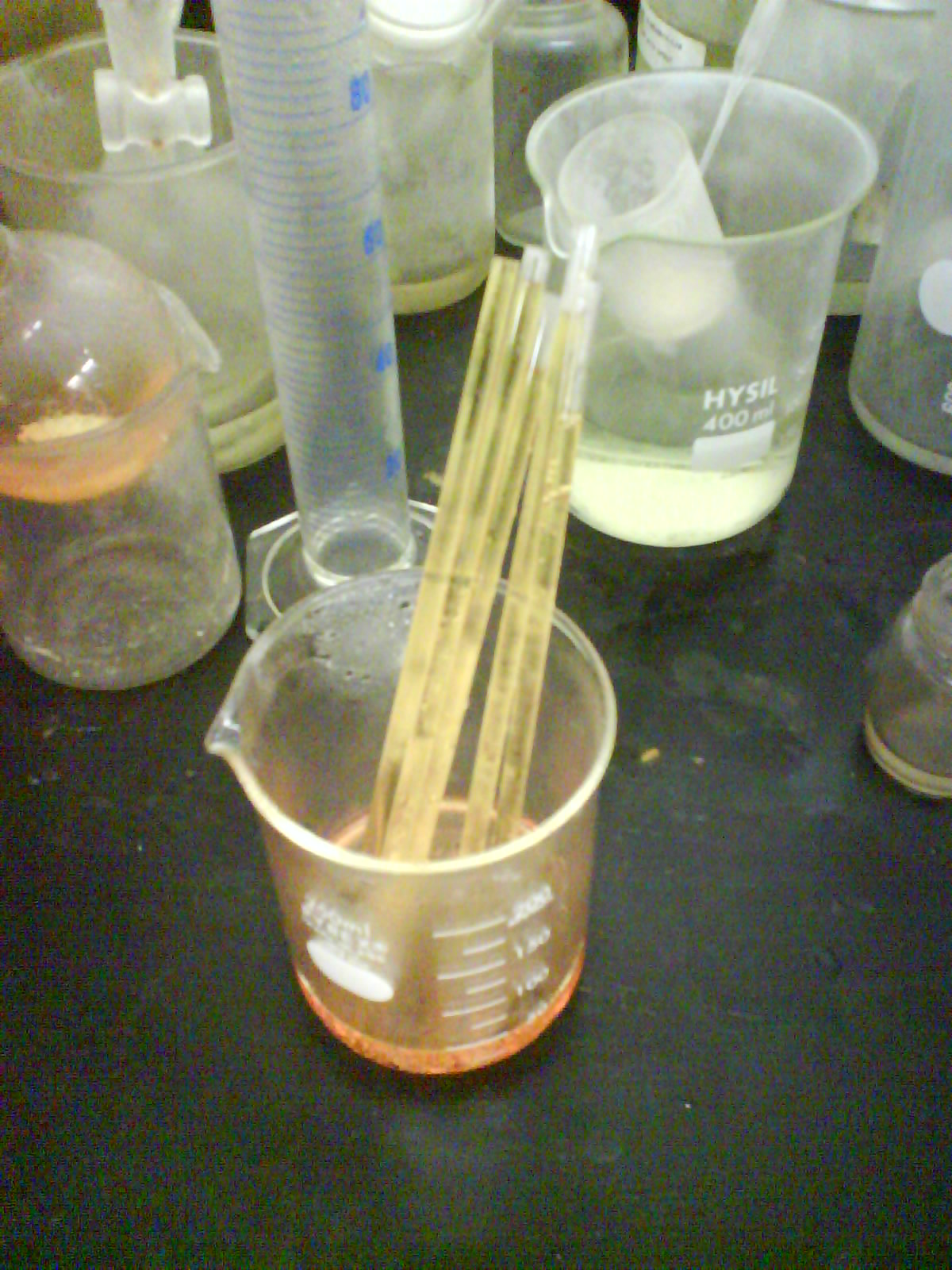
الماء الملكي، أول من عزله جابر بن حيان.

### الحموض

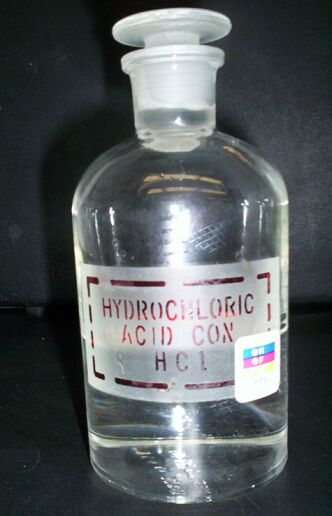
حمض هيدروكلوريك، هو حمض معدني، أول من عزله جابر بن حيان.

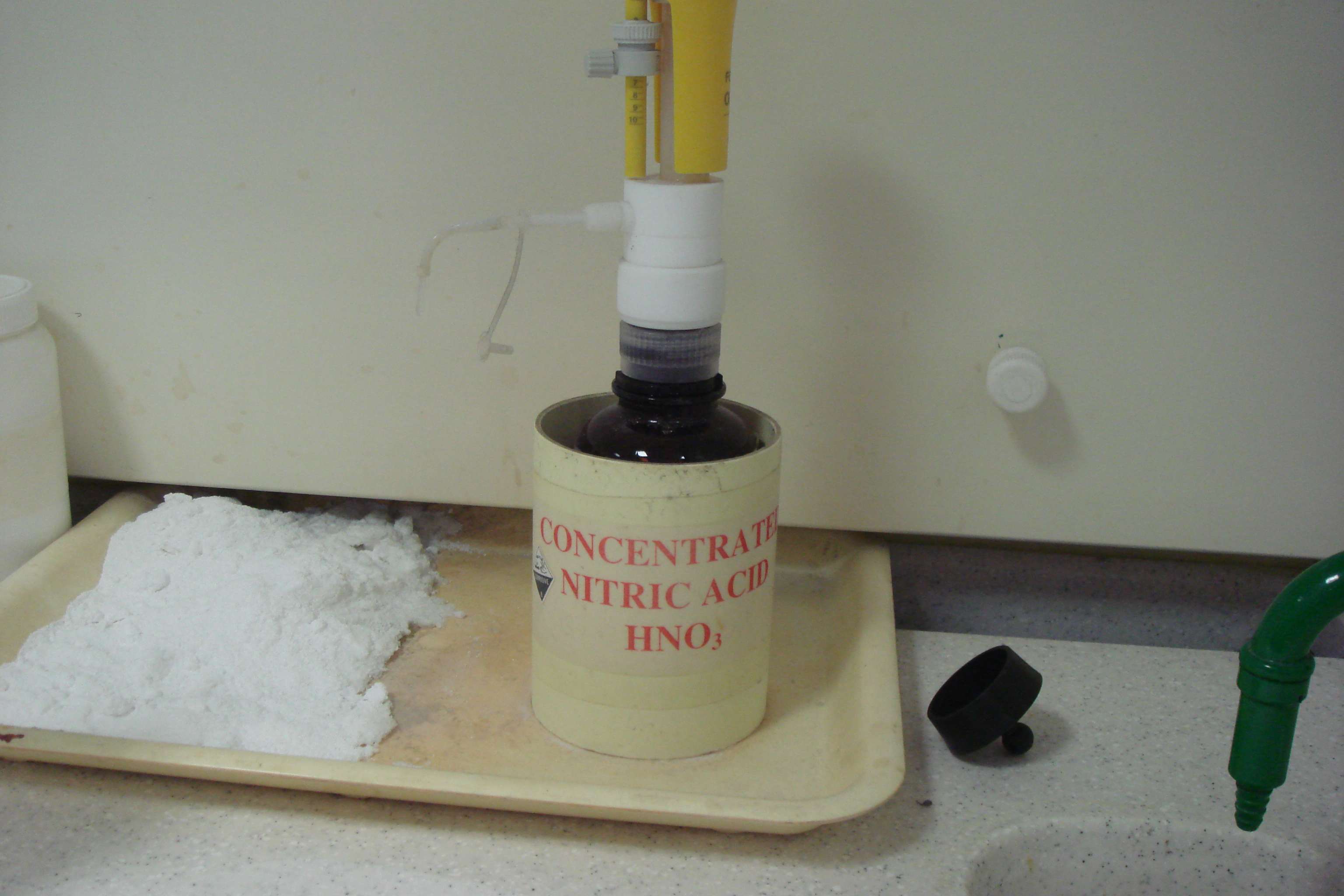
حمض النتريك، حمض معدني، أول من عزله جابر بن حيان.

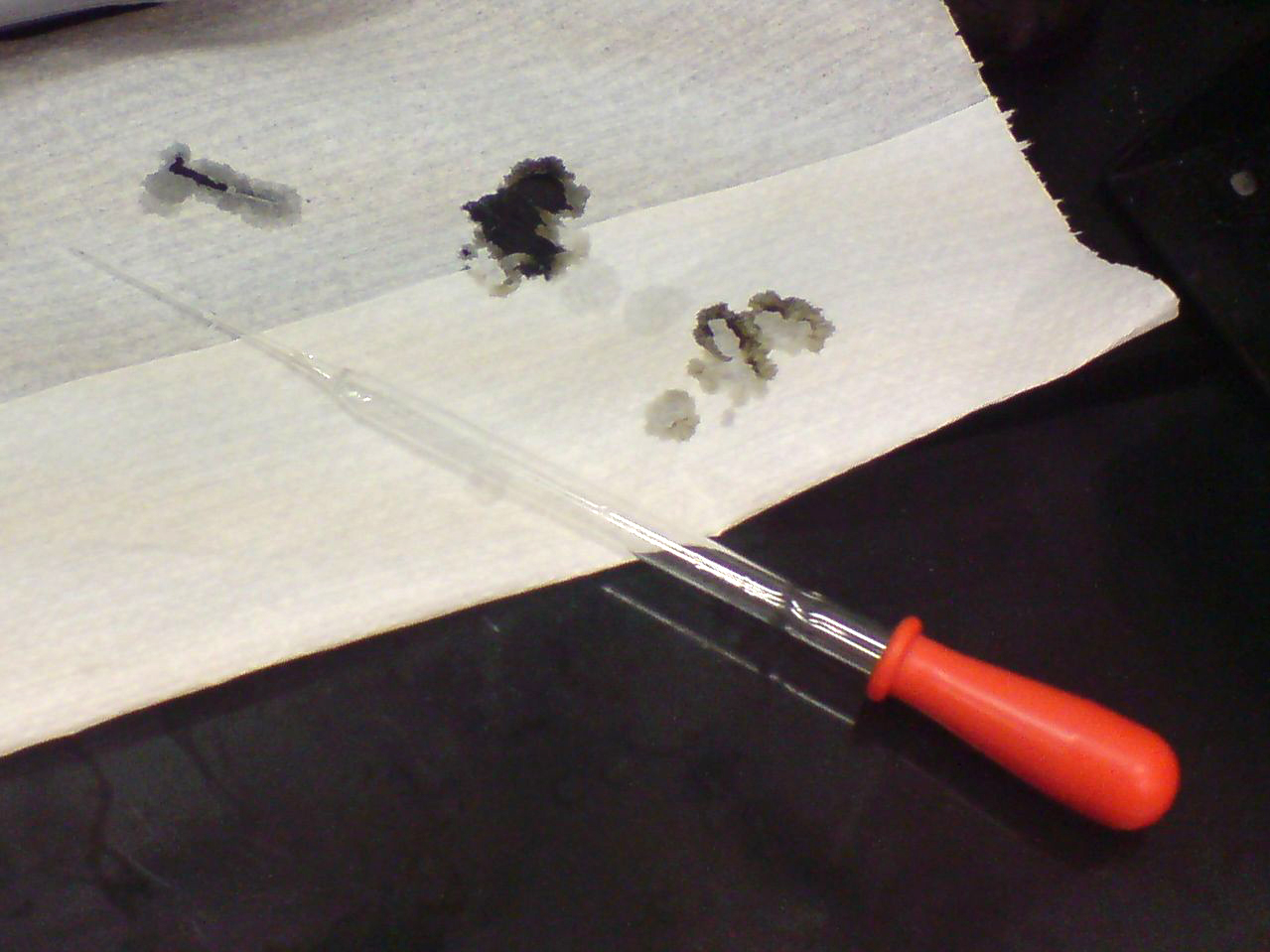
حمض الكبريت، حمض معدني، أول من عزله جابر بن حيان.

لا يُعرف عند القدماء سوى حمض وحيد وهو الخل. يعتبر العلماء المسلمون هم أول من اكتشف وعزل عدة حموض جديدة، مثل حمض النتريك وحمض الكبريت باستخدام أجهزة جديدة مثل الإنبيق، وبعمليات كيميائية مثل التقطير الخاص. صنع جابر بن حيان أهم الحموض المعدنية مثل حمض النتريك وحمض الكبريت وحمض الهيدروكلوريك، وبقيت من أهم المركبات في الصناعة الكيميائية لأكثر من ألف عام. قام ابن حيان أيضًا بتركيز حمض الخل من الخل باستخدام عملية التقطير في القرن الثامن.
كما يُنسب إليه اكتشاف حمض الستريك، وحمض الطرطير.

### العناصر الكيميائية

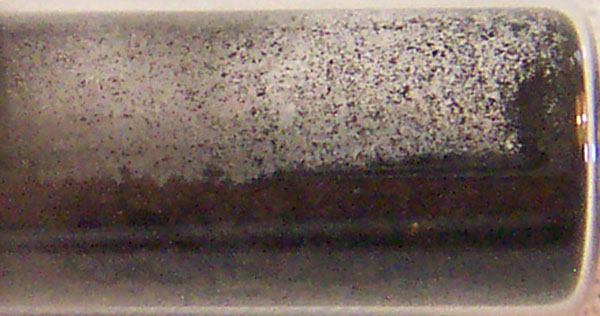
الزرنيخ، عنصر كيميائي، أول من عزله جابر بن حيان في القرن الثامن.

اكتشف جابر بن حيان العديد من العناصر الكيميائية: الزرنيخ، الإثمد، والبزموت. وكان ابن حيان أيضًا أول من صنف الكبريت («الحجر الذي يشتعل»، وهو توصيف لمبدأ الاحتراقية) والزئبق (الذي يحتوي المبدأ المثالي للخواص المعدنية) كعناصر كيميائية. وهو أول من نقى الرصاص والقصدير وميزهما عن بعضهما.

### المواد الاصطناعية والمشتقة
كتب الرازي في القرن العاشر أنه وأسلافه (خالد، وجابر بن حيان، والكندي) اخترعوا المواد الكيميائية المشتقة والاصطناعية التالية: أكسيد الرصاص الثنائي (Pbo)، أكسيد الرصاص الأحمر (Pb3O4)، أكسيد القصدير الثنائي، خلات النحاس الثنائي (خلات نحاس ثنائي، زانيار)، أكسيد النحاس الثنائي (CuO)، كبريتيد الرصاص، أكسيد الزنك (ZnO)، أكسيد البزموت، أكسيد الإثمد، صدأ الحديد، خلات الحديد[ ؟ ]، الدوس (أصل الفولاذ)، الزنجفر (كبريتيد الزئبقيك، HgS)، أكسيد الزرنيخ الثلاثي (As2O3)، كربونات الكالسيوم (القلي)، هيدروكسيد الصوديوم (الصودا الكاوية)، والقليميا (وهو الخبث الناتج عن تنقية المعادن).

### الكحول المقطر
تمكن الكيميائيون المسلمون من عزل الإيثانول (الكحول) كمركب صافي بعد تطوير عملية التقطير خلال عهد الخلافة العباسية، ومن أشهر هؤلاء العلماء جابر بن حيان، الكندي، والرازي. ذكرت كتابات ابن حيان (721-815) الأبخرة القابلة للاشتعال للنبيذ المغلي. وقد وصف الكندي (801-873) بشكل جلي تقطير النبيذ. وقد يعود هذا إلى هدف فصل المواد الكحولية من المشروبات بسبب حرمة استهلاكها في الشريعة الإسلامية.
وقد كان الكيميائيون المسلمون أول من أنتج الكحول المقطر المنقى منذ القرن الثامن وحتى القرن العاشر، لاستخدامه في الصناعات الدوائية والكيميائية.
وقد كتب العالم السوري أحمد يوسف الحسن:

### المواد الدوائية
اكتشف الكيميائيون والأطباء المسلمون وأنتجوا على الأقل 2000 مادة دوائية للاستخدام في الطب والعلوم الصيدلية.

### المواد الطبيعية
صنف الرازي في القرن العاشر المواد الكيميائية الطبيعية التي اكتشفها بنفسه وتلك التي اكتشفها العلماء المسلمون قبله (وبشكل أساسي خالد، وابن حيان، والكندي، والتميمي) كما يلي:
- الأرواح الأربعة: الزئبق، ملح النشادر، الزرنيخ، والكبريت.
- المعادن المنصهرة الثمانية: الذهب، والفضة، النحاس، الحديد، القصدير، الرصاص، والزئبق.
- ثلاثة عشر حجرًا: مرقشيشة، مغنيزيا، داوس، التوتياء، اللازورد، أخضر الملاكيت، تركواز، الفيروز[ ؟ ]، أكسيد الزرنيخ[ ؟ ]، سلفيد الرصاص، تالك (ميكا[ ؟ ] وأسبستوس)، جص، وزجاج.
- ستة من الزاج: الزاج الأسود، شبة، قلقند، قلقديس، وقلقطار.
- سبعة بورات: بوركس، البروكس الخبزي، النطرون، النيترات، نترات الصوديوم، نيترات البوتاسيوم، وبورات الصوديوم.
- ثلاثة عشر ملحًا: خلات الرصاص الثنائي، سلفات المغنزيوم، ملح أندراني، تبرزاد، نيترات البوتاسيوم، نفتينات، الملح الأسود (الهندي)، ملح البيض، القلي، ملح البولة، هيدروكسيد الكالسيوم، وملح رماد البلوط.

### المواد النباتية والحيوانية
ذكر الرازي أن المادة النباتية الوحيدة التي استخدمها الكيميائيون المسلمون هي نبات الأشنان التي استخرجوا منها الأملاح القلوية. وقد عد الرازي أيضًا قائمة من عشرة أعضاء حيوانية كان يستخدمها هو ومن سبقه، وهي: الشعر، الجمجمة، الدماغ، الصفراء (عصارة المرارة)، البيض، عرق اللؤلؤ، والقرون، وكتب أن الشعر، والدماغ، والصفراء، والبيض، والجماجم والدم تستخدم لتحضير ملح النشادر.

### مواد أخرى
أنتج الكيميائيون المسلمون العديد من المركبات الكيميائية خلال تجاربهم وتشمل:
- الزرنيخ، والقلي، والأملاح القلوية، وخل الرز، والبوركس، ونترات البوتاسيوم، والكبريت، وملح النشادر المنقى، والماء الملكي، والشبة، والزئبق من قبل جابر بن حيان.[27]
- نترات الصوديوم والزاج من قبل الرازي.[27]
- الإيثانول، حمض الكبريت، النشادر، الكافور، المراهم، والشراب الصيدلاني.[29]
- كربونات الرصاص، والزرنيخ، البزموت، والإثمد.[49]

ويعد ابن حيان أول من صنف جميع المعادن التقليدية السبعة: الذهب، والفضة، والقصدير، والرصاص، والزئبق، والحديد، والنحاس.

## كيمياء النسيج
كانت الصباغة من الصناعات المهمة والاختصاصية، والمرتبطة بشكل وثيق ومباشر بصناعة النسيج. وقد بقيت الأصبغة الطبيعية المستخرجة من الحيوانات والنباتات هي الأصبغة الوحيدة المتوفرة حتى اكتشاف الأصبغة التركيبية في القرن التاسع عشر. من الأصبغة التي كانت رائجة ومستخدمة: الحمراء، الزرقاء، الصفراء، الخضراء، الأرجوانية، والسوداء.

## الصناعات الكيميائية

### صناعة الخزف والفخار

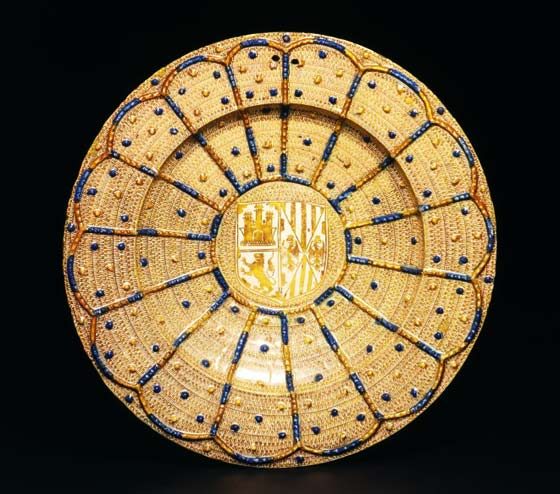
طبق خزفي مزجج مصنوع على الطراز العربي الأندلسي، من إسبانيا قرابة عام 1475.

كان استخدام الخزف المزجج سائدًا في الفن الإسلامي من القرن الثامن وحتى القرن الثامن عشر. وعادة ما كانت تتخذ شكلاً من أشكال الفخار المصقول. وقد كان تعتيم الخزف باستعمال أكسيد القصدير[ ؟ ]، وهو إحدى التقنيات الجديدة التي طورها الخزافون المسلمون. أول خزف معتم وجد في البصرة وكان ملون باللون الأزرق ويعود تاريخه إلى القرن الثامن. والمساهمة الكبيرة الأخرى كانت تطوير الخزف المطعم بالإحجار، ويعود إلى القرن التاسع في العراق. تأسس أول مجمع صناعي لإنتاج الزجاج والخزف في مدينة الرقة في سورية في القرن الثامن. كما أقيمت مراكز أخرى لصناعة الخزف والفخار في العالم الإسلامي، بما فيها الفسطاط (من سنة 975 إلى سنة 1075م)، ودمشق (من سنة 1100 إلى قرابة عام 1600م) وتبريز (من سنة 1470 إلى سنة 1550م).
في العراق؛ اخترع جابر بن حيان الأوان الخزفية المصقولة في القرن الثامن في عهد الخلافة العباسية. الابتكار الآخر أيضًا هو «الباريلو» وهي آنية خزفية مصممة أصلا لوضع المراهم الصيدلانية والأدوية الجافة. تطور هذا النوع من الأواني الصيدلانية في الشرق الأوسط الإسلامي، وجُلب إلى إيطاليا من قبل تجار الأندلس، وبدأ إنتاج أولى النماذج الإيطالية في فلورنسا في القرن الخامس عشر.
ظهر الطراز العربي الأندلسي في الأندلس خلال القرن الثامن تحت حكم الفاطميين. كان هذا الطراز من الفخار الإسلامي قد ابتدئ تصنيعه في الأندلس بعدما أدخل المسلمون تقنيتين في الخزف إلى أوروبا، وهما التزجيج باستخدام خزف معتم بالقصدير، والطلاء بطبقة معدنية لماعة. كما تميزت الخزفيات الإسلامية الأندلسية متميزة عن تلك المسيحية بطابعها وزخرفتها الإسلامية.

### صناعة الجبن والغراء
وصف جابر بن حيان في كتابه «اللؤلؤة المكنونة» الوصفات الأولى لصناعة الغراء من الجبن.

### النفط والمنتجات البترولية
في القرن الثامن؛ كانت شوارع بغداد أول ما رصف باستخدام القار المستخرج من النفط عن طريق التقطير الإتلافي. وفي القرن التاسع، بدأ استغلال حقول النفط في المنطقة المحيطة بمدينة باكو الحديثة في أذربيجان لإنتاج النفط الخفيف (النافثا). وُصفت هذه الحقول من قبل المسعودي في القرن العاشر، ومن قبل ماركو بولو في القرن الثالث عشر، الذي قال أن حصيلة آبار النفط هذه تصل إلى المئات من حمولات السفن.
كان الكيميائيون المسلمون أول من أنتج البنزين من النفط الخام، وذلك باستخدام عملية التقطير.
وقد أنتج الكيروسين بتقطير النفط، وكان أول من وصف العملية هو الرازي في القرن التاسع في بغداد. ففي كتاب الأسرار، وصف طريقتان لإنتاج الكيروسين، الأولى تستخدم الصلصال بوصفه مادة ماصة، بينما تستخدم الأخرى كلوريد الأمونيوم (ملح النشادر). كما وصف الرازي مصابيح الكيروسين التي كانت تستخدم للتدفئة والإنارة في كتابه المسمى «كتاب الأسرار». أما ابن سينا فكان أول من أنتج الزيوت العطرية في مطلع القرن الحادي عشر باستخدام التقطير بالبخار لاستعمالها في طب الروائح والمشروبات والعطارة.

### ماء الورد
أنتج ماء الورد لأول مرة من قبل الكيميائيين المسلمين من خلال تقطير الورود، بغرض استخدامه في المشروبات والعطارة.

## صناعة المشروبات

### القهوة
كان العربي خالد يرعى عنزاته في كافا في إثيوبيا، عندما لاحظ أن حيواناته قد أصبحت في غاية النشاط بعد أكلها أحد أنواع التوت[ ؟ ]. قام خالد بغلي هذا التوت فصنع منه أول قهوة. ومما هو مؤكد، أن أول توثيق لهذا الشراب كان عند تصدير بعض حبوب البن من اليمن إلى إثيوبيا، حيث كان متعبدي الصوفية يشربون منه ليبقوا مستيقظين طوال الليل للصلاة في المناسبات الخاصة.
بحلول أواخر القرن الخامس عشر، وصلت هذه الحبوب إلى مكة وتركيا ووجدت طريقها إلى مدينة البندقية في سنة 1645م. وجُلبت إلى إنكلترا في سنة 1650م من قبل اليوناني باسكوا روزي الذي افتتح أول مقهى في شارع لومبارد في مدينة لندن. يُشتق اسم القهوة باللغة التركية "kahve"، وبالإيطالية "caffè" من اسمها العربي، وكذلك الحال بالنسبة لاسمها باللغة الإنكليزية "coffee"، إلا أنه اشتقاق غير مباشر، إذ أن هذا الاسم يُشتق من الاسم الإيطالي المشتق من الاسم العربي.

### الماء المقطر والمنقى
يعتبر الكيميائيين المسلمين أول من أنتج الماء المقطر والماء المنقى المستخدمين في أنظمة توريد المياه ومن أجل الرحلات الطويلة عبر الصحاري، حيث تكون مصادر الماء غير مضمونة.

### الشراب
طور المسلمون مجموعة متنوعة من العصائر لصنع شرابهم، ومنها أتت كلمة "sorbetto" باللغة الإيطالية، و"sorbet" باللغة الفرنسية و"sherbet" باللغة الإنكليزية. وقد حوت المصادر العديدة من القرون الوسطى الإسلامية على العديد من وصفات الشراب الذي يمكن إبقاؤه خارج الثلاجة طيلة أسابيع أو أشهر.

## صناعة الزجاج

### مصانع الزجاج
في القرن الثامن الميلادي؛ تأسس أول مجمع صناعي لإنتاج الزجاج والخزف في مدينة الرقة السورية. جرت العديد من التجارب في ذاك المجمع البالغ طوله نحو 2 كم لتطوير زجاج عالي النقاوة، كما اكتشف موقعين مماثلين لهذا المجمع، فأصبح الزجاج في تلك المواقع الثلاث ينتج بطرق كيميائية مختلفة تصل إلى ثلاثمائة طريقة.
تأسست أول مصانع الزجاج في العالم الإسلامي بأيدي عمال مسلمين في القرن الثامن، في حين أن مصانع الزجاج في أوروبا بُنيت لاحقاً في القرن الحادي عشر على أيدي حرفيين مصريين من مدينة كورنث اليونانية.

### الزجاج الصافي الشفاف عالي النقاوة
أُنتجت أقدم نماذج الزجاج الصافي الشفاف عالي النقاوة من قبل المسلمين في القرن التاسع الميلادي، ومثال ذلك زجاج الكوارتز المنصهر [الإنجليزية] الذي اخترعه عباس بن فرناس.

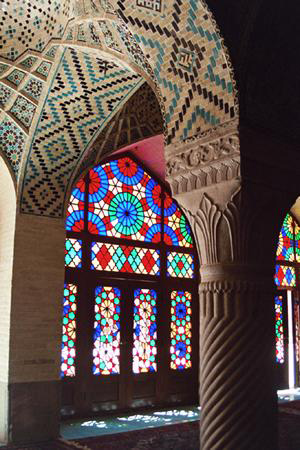
نوافذ بزجاج معشق ملون في مسجد ناصر الملا في مدينة شيراز في إيران.

### الزجاج الملون والمعشق
أُنتج الزجاج المعشق لأول مرة من قبل المعماريين المسلمين في جنوب غرب آسيا باستعمال الزجاج الملون بدل الحجارة (التحجير). في القرن الثامن وصف العالم الكيميائي جابر بن حيان في كتابه «الدرة المكنونة» ستًا وأربعين طريقة لإنتاج الزجاج الملون، بالإضافة إلى اثني عشرة وصفة أخرى كتبها المراكشي في نسخ لاحقة من الكتاب.

### اللآلئ والأحجار الكريمة
وصف جابر بن حيان في كتاب «الدرة المكنونة» أول طريقة أو وصفة لإنتاج اللؤلؤ الصناعي، كما وصف طرق تنقية اللآلئ من الشوائب عند تغير لونها من البحر أو من الشحوم المختلفة.
أما بالنسبة للأحجار الكريمة فقد وصف جابر أول طريقة لصباغة الأحجار الكريمة واللآلئ وتلوينها بلون اصطناعي، كما وصف طريقة إنتاج الزجاج الملون عالي الجودة الذي كان يشذب إلى أحجار كريمة اصطناعية.

### المرايا
وصفت مرايا القطع المكافئ (مرايا على شكل قطع مكافئ) لأول مرة من قبل ابن سهل في كتابه «عن الأدوات الحارقة» في القرن العاشر الميلادي، كما وصفت لاحقاً من قبل ابن الهيثم في كتابه عن المرايا الحارقة وكتاب المناظر عام 1021.
كما ناقش ابن الهيثم خواص المرايا المقعرة والمحدبة في الشكلين الأسطواني والكروي، ووصف المرايا الكروية ومرايا القطع المكافئ، وأجرى عدداً من التجارب على المرايا، وأوجد حلاً لمشكلة تحديد نقطة على مرآة محدبة، والتي ينعكس عليها الشعاع الوارد من نقطة إلى نقطة أخرى. وبحلول القرن الحادي عشر بدأت صناعة المرايا من الزجاج النقي في الأندلس.

### زجاج الكوارتز والسيليكا
اخترع عباس بن فرناس (810-887) زجاج الكوارتز والسيليكا الشفاف عالي النقاوة، وكان أول من أنتج الزجاج من الرمل والصخور مثل الكوارتز المنصهر [الإنجليزية] .

## الصناعة الصحية

### مستحضرات التجميل
استخدمت مستحضرات التجميل منذ قديم الأزمان بشكل خاص للتجميل فقط، وغالبًا ما كانت تستخدم فيها المواد السامة. لكن هذا تغير مع المسلمين العاملين في مستحضرات التجميل، الذين شددوا على النظافة بسبب الاحتياجات الدينية، فاختراعوا مختلف المستحضرات الصحية والتجميلية والتي لاتزال تستخدم إلى اليوم.
في القرن التاسع، اخترع زرياب أول معجون أسنان، الذي شاع في جميع أنحاء الأندلس. لا تُعرف حاليًا مكونات هذا المعجون على وجه الدقة، لكن قيل أنه حقق على حد سواء «الوظيفية والطعم الجيد». وبالنسبة للنساء فقد افتتح صالون للتجميل أو «مدرسة للتجميل» بالقرب من قصر الخليفة القرطبي، حيث كان يتم تدريس النساء «استخدام مزيلات الشعر لإزالة شعر الجسد»، وتُعرض عطورًا ومستحضرات تجميل جديدة، وتُقدم مزيلات روائح تحت الإبط.
أفرد جابر بن حيان في كتابه «الخواص الكبير» إحدى المقالات لوصف «إزالة الشعر من الجسد».

### الصابون
يُصنع الصابون من الزيوت النباتية (مثل زيت الزيتون)، والزيوت العطرية مثل (زيت الزعتر) والصودا الكاوية، وكان أول من أنتجه هم الكيميائيون المسلمون. ونظرا للاحتياجات الدينية كالنظافة والغسل، فقد اخترعوا وصفة الصابون والتي لا تزال تستخدم حتى العصر الحالي.
يعود تاريخ صناعة صابون الغار في حلب إلى ما قبل خمسة آلاف سنة، ولم تتغير طريقة صناعة الصابون بشكل كبير منذ ذلك الحين إذ لا زالت تحافظ على طريقة الإنتاج التقليدي شبه اليدوية مع بعض التطور مع مرور الزمن. وبدأً من القرن السابع، أنتج الصابون في نابلس بفلسطين، والكوفة والبصرة بالعراق. تاريخيًا ينحدر الصابون المعروف اليوم من الصابون العربي الذي كان معطرًا وملونًا، في حين أن بعض أنواع الصابون كانت سائلة وبعض الأنواع كانت صلبة. كما صُنع صابون خاص للحلاقة. وبيعت القطعة تجاريًا بثلاثة دراهم في عام 981 الميلادي. احتوت مخطوطات الرازي على مختلف وصفات الصابون. واكتشف مؤخرا مخطوطة من القرن الثالث عشر تعطي تفصيل أكبر عن وصفات صناعة الصابون، ومن تلك الوصفات على سبيل المثال: مزج بعض زيت السمسم، ونضح من البوتاس، بعض القلوي وبعض الجير، وغليها كلها وطهيها، ثم تصب في قوالب وتترك لتجف وتتماسك، منتجة صابونًا جافًا.

### العطارة وصناعة العطور
أسهمت الثقافة الإسلامية إسهامًا كبيرًا في تطوير العطارة من حيث إتقان استخراج الطيب من خلال التقطير بالبخار وتقديم مواد خام جديدة. وقد أثرت المواد الخام وتقنية التقطير تأثيرًا كبيرًا على العطارة والتطورات العلمية الغربية وخاصة الكيمياء.
ساعدت التجارة في العالم الإسلامي على تأمين أنواع مختلفة من التوابل والمواد العشبية وغيرها من المواد العطرية. وبالإضافة إلى الإتجار بهذه المواد، فإن الكثير من هذه المواد المجلوبة كانت تزرع من قبل المسلمين بنجاح خارج مناخاتها الأصلية. مثالين على ذلك: الياسمين، التي تعود أصوله إلى جنوب وجنوب شرق آسيا، ومختلف الحمضيات التي تعود أصولها إلى شرق آسيا. كل من هذه المكونات لا تزال بالغة الأهمية في صناعة العطور الحديثة.
وقد وثِّق استخدام العطور في الثقافة الإسلامية إلى القرن السابع واعتبر استخدامها واجبًا دينيًا. وفي الحديث النبوي في صحيح البخاري:
| الخيمياء والكيمياء في عصر الحضارة الإسلامية | الغسل يوم الجمعة واجب على كل محتلم، وأن يستن، أن يمس طيبا إن وجد. | الخيمياء والكيمياء في عصر الحضارة الإسلامية |

أعطت هذه الطقوس للعلماء حافزًا لبحث وتطوير طريقة أرخص لإنتاج البخور بالجملة. أسس اثنان من الموهوبين الكيميائيين وهما جابر بن حيان والكندي صناعة العطور. طور ابن حيان العديد من التقنيات المتقدمة بما فيها التقطير، والتبخير والترشيح، والتي سمحت بتجميع عطور النباتات المتبخرة على شكل ماء أو زيت. أما الكندي فيعتبر المؤسس الحقيقي لصناعة العطور، إذ أجرى بحوث وتجارب مكثفة ودمج مختلف النباتات ومصادر أخرى لإنتاج مجموعة متنوعة من الطيب، وكتب عددًا كبيرًا من «الوصفات» لمجموعة واسعة من العطور ومستحضرات التجميل والمستحضرات الصيدلانية. ذكر أحد الشهود الذين رأوه وهو يعمل في المخبر ما يلي:
ويمضي الكاتب في الجزء نفسه من الكلام عن تحضيره لأحد العطور المسمى «غالية»، الذي يحتوي على المسك، والعنبر وغيرها من المكونات، ويكشف عن قائمة طويلة من أسماء المواد والأجهزة.
جُلِب المسك وعطور الأزهار من المنطقة العربية إلى أوروبا في القرنين الحادي عشر والثاني عشر من خلال التجارة مع العالم الإسلامي ومع الصليبيين العائدين لبلادهم. كان تجار العطور على الأغلب هم تجار التوابل والأصبغة. وهناك سجلات لنقابة تاجري التوابل في لندن تعود إلى سنة 1179 م، تبيّن تجارتهم مع المسلمين بالتوابل ومكونات العطور والأصبغة.

## المنتجات العسكرية

### ملح البارود المنقى

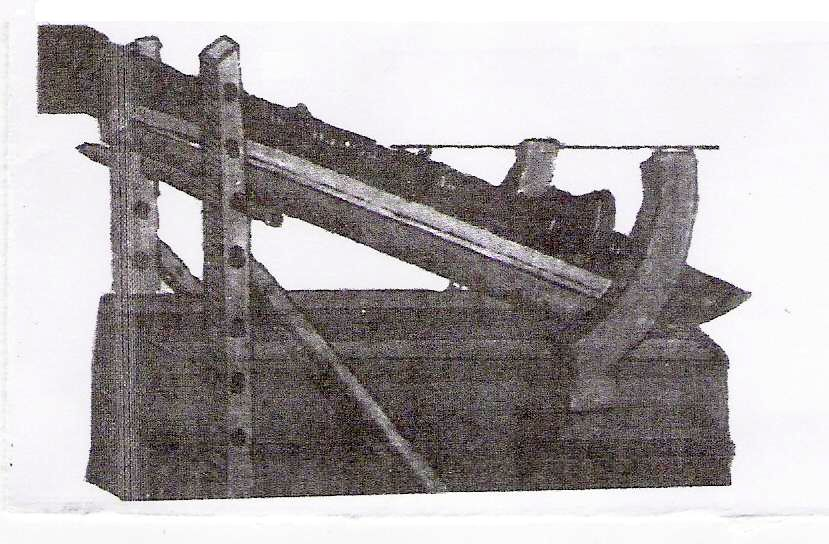
مدفع عربي أندلسي من القرن الخامس عشر.

عُرفت نترات البوتاسيوم (ملح البارود، أو ثلج الصين) عند العرب منذ وقت مبكر من قبل خالد بن يزيد بن معاوية المتوفى عام 709 م وبمسميات عديدة. استخدم هذا المركب في عمليات التعدين وفي إنتاج حمض النتريك والماء الملكي. وردت وصفات لهذه الاستعمالات في كتب كل من جابر بن حيان (المتوفى عام 815 م) وأبو بكر الرازي (المتوفى عام 932 م) وفي كتب العديد من الخيميائيين الآخرين. هناك اثنان من الأعمال المشهورة التي تصف عملية تنقية ملح البارود، الأول من ابن بختويه في كتابه «المقدمات» من عام 1029، والآخر من المهندس والكيميائي السوري نجم الدين حسن الرماح في كتابه «الفروسية والمناصب الحربية» من عام 1270، الذي كان أول من وصف عملية التنقية الكاملة لنترات البوتاسيوم، إذ ذكر استعمال كربونات البوتاسيوم (على شكل رماد الخشب) لإزالة أملاح الكالسيوم والمغنسيوم الموجودة على شكل كربونات في نترات البوتاسيوم.
بالإضافة إلى ذلك فقد عُثر على وصفة كاملة لتحضير البارود باستعمال ملح البارود المنقى لأول مرة في مخطوطة عربية تعود للقرن العاشر. وفي مخطوطة أخرى من القرن العاشر أيضاً ورد وصف كامل للبارود وكيفية استعماله في المدافع.

### البارود المتفجر

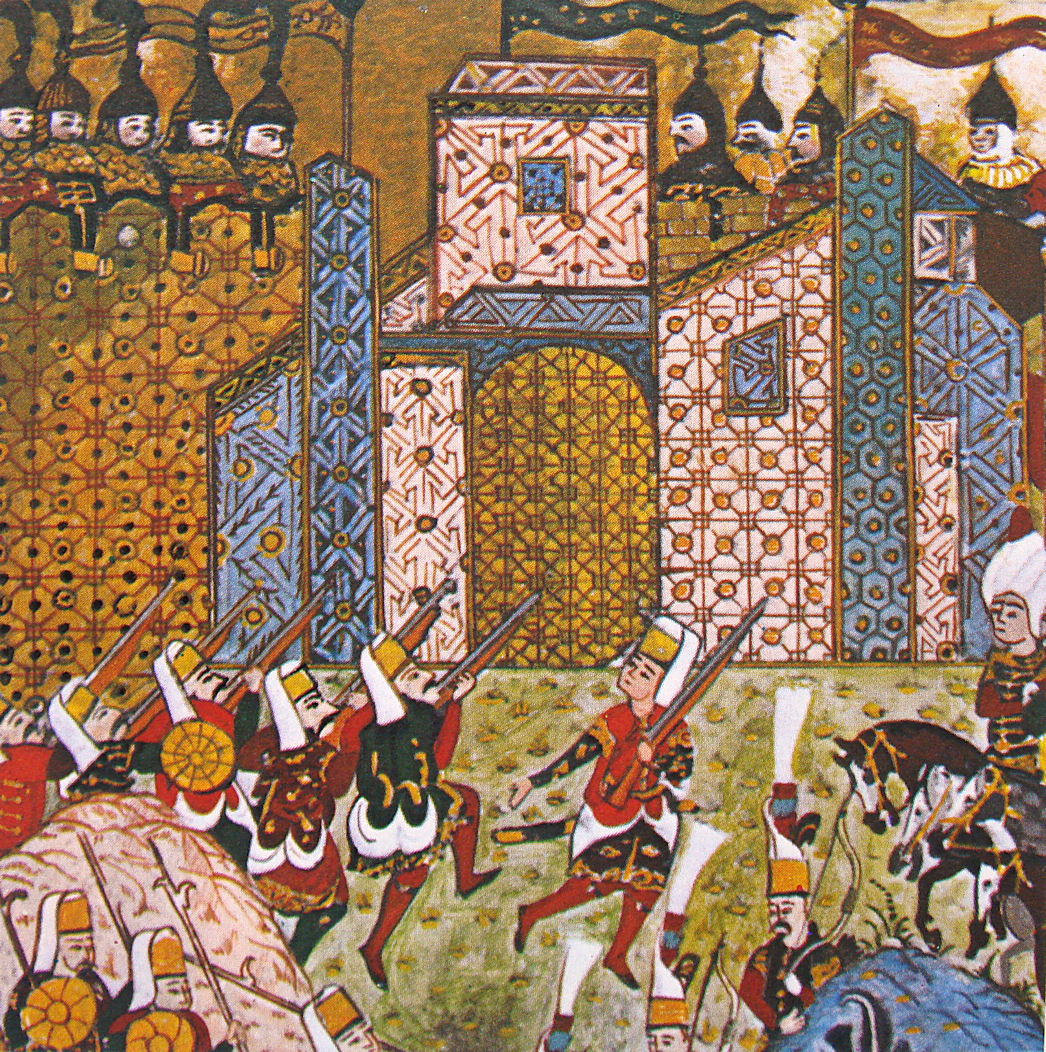
استخدم جنود الإنكشارية العثمانيون ماتشلوك منذ عقد الأربعينات في القرن الخامس عشر، وفي هذه الصورة من عام 1522 يظهرون وهم يقاتلون فرسان القديس يوحنا.

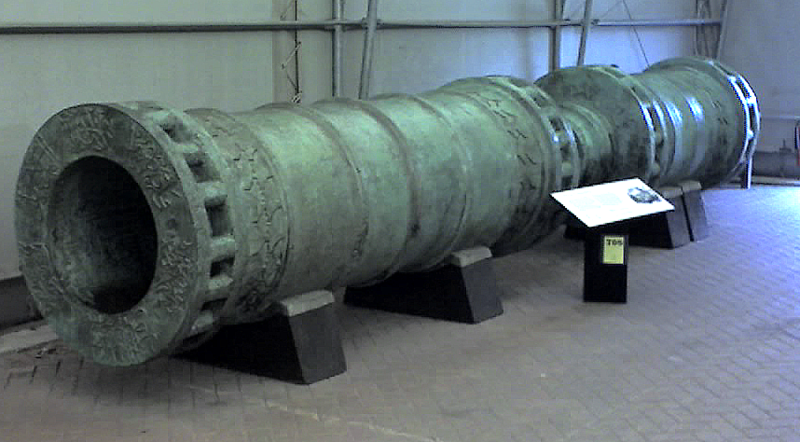
مدفع شاهي أو المدفع السلطاني التركي الكبير الذي استخدم في حصار القسطنطينية عام 1453، ويعتبر أول سلاح ناري خارق.

هنالك اختلاف في الآراء حول أصل البارود، الرأي الأكثر شيوعاً هو أن الصينيين كانوا أول من اخترع البارود، لكن بعض الباحثين يخالفون هذا الرأي إذ يعتقدون أنه من المرجح أن المسلمين هم أول من اخترعوه. وعلى فرض أن الصينيون هم أول من عرف البارود، إلا أن المتوفر بين يديهم لم يكن نقياً وبالتالي فإن خواصه الانفجارية كانت ضعيفة، بالإضافة إلى ذلك فإن نسب خلط المواد الأولية للمزيج لم تكن مناسبة للاستعمال في المدافع.
كان ملح بيتر معروفاً للعرب باسم النطرون، كما كان له أسماء أخرى تشير إلى مصدر الخامة مثل الشب اليمني (إشارةً إلى الشبة) وكذلك ثلج الصين، إذ حصل المسلمون على هذه الخامة من الصين بالإضافة إلى عدة مصادر أخرى. لم يكتف المسلمون بجلب هذه الخامة بل كانوا أول من بدأ بتنقيتها، ذكر جورج سارتون في أبحاثه أن الزنوج كانوا ينقون النطرون في البصرة واستخدموه في ثورتهم عام 869 م.
يتألف التركيب المثالي للبارود المستعمل في العصور الحديثة من 75% من نترات البوتاسيوم (ملح بيتر) و10% من كبريت و15% من الكربون. ذكر المهندس العربي حسن الرماح العديد من الوصفات المقاربة في التركيب وذلك في كتابه «الفروسية والمناصب الحربية» أثناء وصف سلاح الطيار حيث ذكر التركيب التالي له: 74% من نترات البوتاسيوم، 8% من الكبريت،
و15% من الكربون، كما وصف تركيب طيار البرق كالتالي: 74% من نترات البوتاسيوم، 10% من الكبريت، و15% من الكربون. ذكر الرماح في كتابه أن تلك الوصفات كانت معروفة لوالده ولجده، لذا فإن تاريخها ربما يعود إلى القرن الثاني عشر على الأقل، في حين أن التركيب المتفجر للبارود لم يعرف من قبل الصينيين والأوروبيين إلا في القرن الرابع عشر.
يعود استعمال العرب لملح بيتر في المعارك والتطبيقات العسكرية إلى القرن العاشر، إذ استعملت المكونات الثلاثة الأساسية في تركيب البارود (ملح النتر والكبريت والكربون) مع إضافة النافثا لتشكيل أنابيب أو أسطوانات من القذائف الحارقة التي أُطلقت من المنجنيقات نحو أسوار المدن المحاصرة، كما أن ملح بيتر دخل في وصفات تركيب النار الإغريقية التي استعملها العرب أيضاً في حروبهم.
تذكر بعض المصادر الأخرى أن شاور بن مجير السعدي وزير الخليفة الفاطمي العاضد لدين الله استعمل 20 ألف أنبوب من القذائف الحارقة وعشرة آلاف من القنابل المضيئة في معارك الدولة الفاطمية عام 1168. جمعت عدة قنابل سيراميكية مختلفة عام 1914 من قبل المكتشفين بهجت وغابرييل في مصر، وفي أربعينيات القرن العشرين تنبه العالم الفرنسي موريس ميرسيه إلى أن القسم العلوي لتلك القنابل المتميزة بإنسيابية التصميم ومتانة الجدار كان غير موجود، في حين أن باقي جسم القنبلة كان سليماً، مما يشير إلى أن انفجاراً داخلياً قوياً سيكون وحده قادراً على تشكيل مثل هذه التصدعات حسب رأيه. فحص موريس العديد من هذه القنابل بشكل دقيق واكتشف أنها تحوي على بقايا من النترات والكبريت وهي من المكونات الأساسية للبارود. العديد من هذه القنابل معروضة حالياً في متحفي القاهرة واللوفر.
استُعمل البارود في المعارك من قبل المسلمين في الأندلس وذلك حوالي عام 1118 م، كما استُعمل لاحقاً للدفاع عن إشبيلية عام 1248 م.
استعمل المماليك البارود أيضاً عام 1250 في حربهم ضد الفرنجة بقيادة لويس التاسع في معركة المنصورة، واستخدموا المدافع اليدوية ضد المغول في معركة عين جالوت عام 1260 م. عُرفت أربع تركيبات مختلفة لهذه المدافع في المعركة، إلا أن أفضلها وأكثرها انفجاراً كان تركيبها مشابهًا للتركيب الحالي للبارود المتفجر.

## اقرأ أيضًا
- الفيزياء في عصر الحضارة الإسلامية
- علم الفلك عند المسلمين في العصور الوسطى
- اختراعات المسلمين
- حضارة إسلامية
- علوم إسلامية